# 真栄節
「真栄節」 （まざかいぶし）は、沖縄県八重山諸島に伝わる古典民謡。「竹富節」とも呼ばれ、1973年（昭和48年）には竹富町無形民俗文化財に指定された。

## 概要
1737年（乾隆2年）、三司官であった蔡温が行った政策により、竹富島から西表島への強制移住が行われた。「真栄」は、竹富島出身で西表島仲間村に移住した農民の小山真栄を指す。真栄は竹富島で一筆の畑を営んでいたが、割り当てられた畑の条件が悪く、収穫が少ないため穀人頭税を収めることが困難であった。この為に妻子を竹富島に残し、より将来性のある西表島に移住した。「真栄節」は西表島で稲作に従事する真栄が竹富島に置いてきた妻子を思う心情を謡った「まざかいゆんた」を節歌にしたものである。
1973年（昭和48年）12月5日、ジッチュ節、安里屋節、仲筋ぬヌベマ節などと共に竹富町の「無形民俗（舞踊・民謡）」文化財として指定された。
蔡温によって行われた強制移住による別れにまつわる民謡としては、他に「つぃんだら節」が知られる。

## 歌詞
生（ま）りや、竹富（たきどん）

すだてや仲間（なかま）ぬ、まざかい
いきゃぬ、ゆやんど
なぐぬ、すみやんど
仲間越（く）いだ
大浦田（うふあらだ）ぬ、港口（みなぐち）ぬ、ゆやんど
餅米（ぐみ）ぬ、白米（しらぐみ）ぬ、欲（ふ）しやんど
古見嶽（くんだき）ぬ、八重岳（やいだき）ぬ、真上（まうい）なが
三日月ぬ、若月（ぱがづき）ぬ、立ちゆらば
三日月で若月で思（うむ）よんな
まざかいで里前（さとまい）で思いぶり
竹富ぬ、仲嵩（なかだき）ぬ真上なが
白雲（しらくむ）ぬ、乗雲（ぬりくむ）ぬ立ちゆらば
白雲で、乗雲で思よんな

乙女（みやらび）で、かぬしゃまで、思いぶり—まざかい節、岡本太郎『沖縄文化論-忘れられた日本』より抜粋